# Telefone (Long Distance Love Affair)
Telefone (Long Distance Love Affair) è un singolo della cantante scozzese Sheena Easton, pubblicato nel 1983 ed estratto dal suo quarto album in studio Best Kept Secret.
La canzone, scritta da Greg Mathieson e Trevor Veitch e prodotta da Mathieson, è stata poi reinterpretata in lingua spagnola per il mercato latino con il titolo Telefono.

## Tracce
1. Telefone (Long Distance Love Affair)
2. Wish You Were Here Tonight